# Sydsudans basketballlandshold
Sydsudans basketballlandshold er de nationale basketball hold som repræsenteret Sydsudan. De blev etableret i maj 2011, og har ansøgt om medlemskab af FIBA. De ligger i fiba-regionen FIBA Africa og administreres af South Sudan Basketball Association. Holdets trænere er Deng Lek og Bill Duany.

## Kampe
Holdet spillede sin første mod Uganda, den 10. juli 2011, i Juba. Holdet håber på at kvalificere sig til the Sommer-OL 2012 i London.

## Spillere
| Spiller       | Højde  | Alder | Land     | Hold                           |
| ------------- | ------ | ----- | -------- | ------------------------------ |
| Agel Ring     |        | 30    | Sydsudan |                                |
| Kech Nguoth   |        | 23    | Sydsudan |                                |
| Mangistu Deng | 201 cm | 16    | Sydsudan | Mooseheart School              |
| Makur Puou    | 203 cm | 16    | Sydsudan | Mooseheart School              |
| Hakim Nyang   | 216 cm | 15    | Sydsudan | Mooseheart School              |
| Chier Ajou    | 216 cm | 17    | Sydsudan | Culver Military Academy        |
| Peter Jurkin  | 211 cm | 17    | Sydsudan | United Faith Christian Academy |